# Église Saint-Julien de Chambrecy
L'église Saint-Julien de Chambrecy est une église romane.

## Historique
L'église est classée parmi les monuments historiques depuis le 5 août 1919 ; elle recèle aussi des objets classés au titre des Monuments historiques.

## Architecture

### Mobilier
Une statue de la Vierge à l'Enfant Jésus et une autre de Julien ainsi que des traces de peinture sur les murs de l'église   .

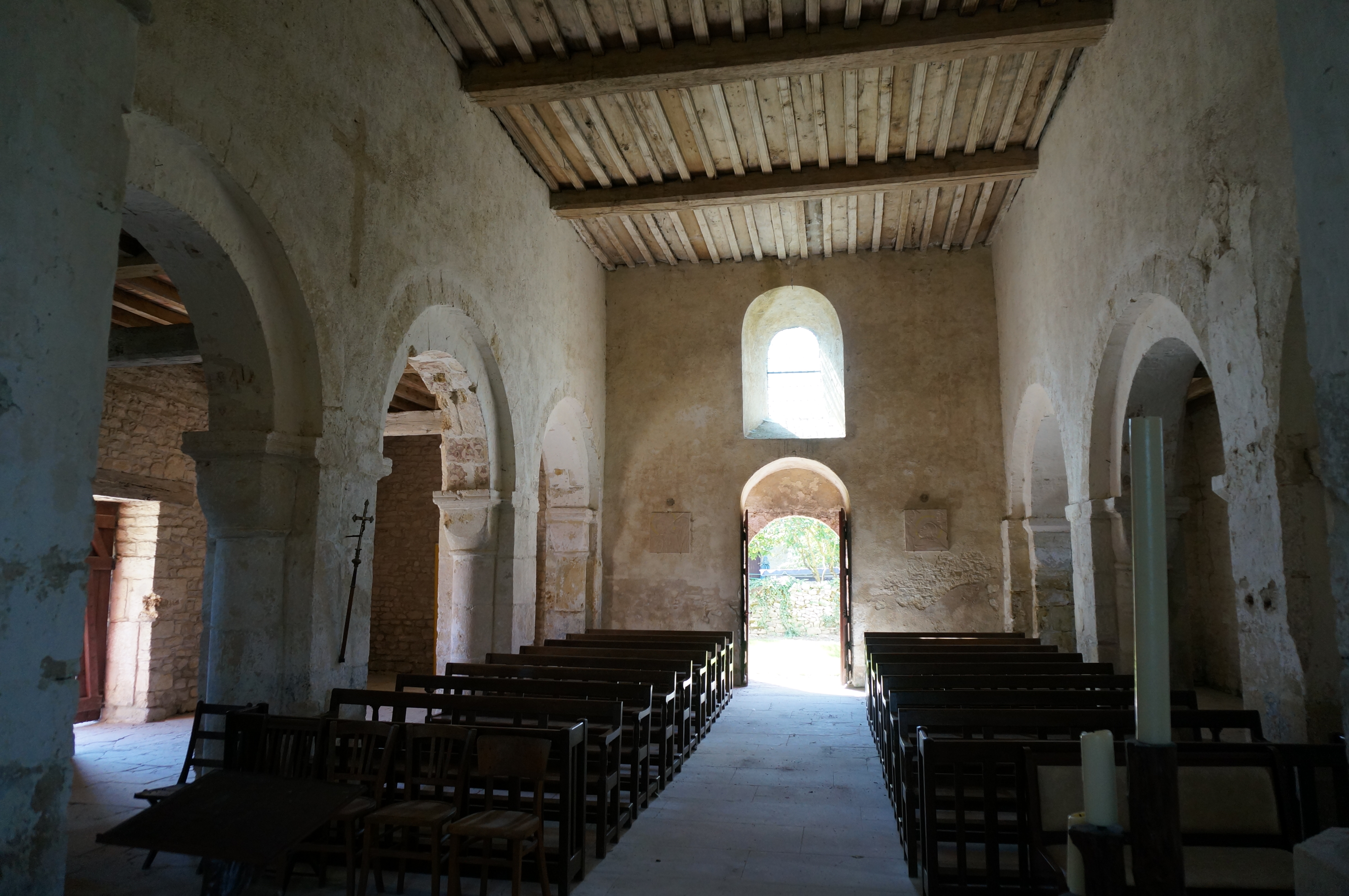
La nef.
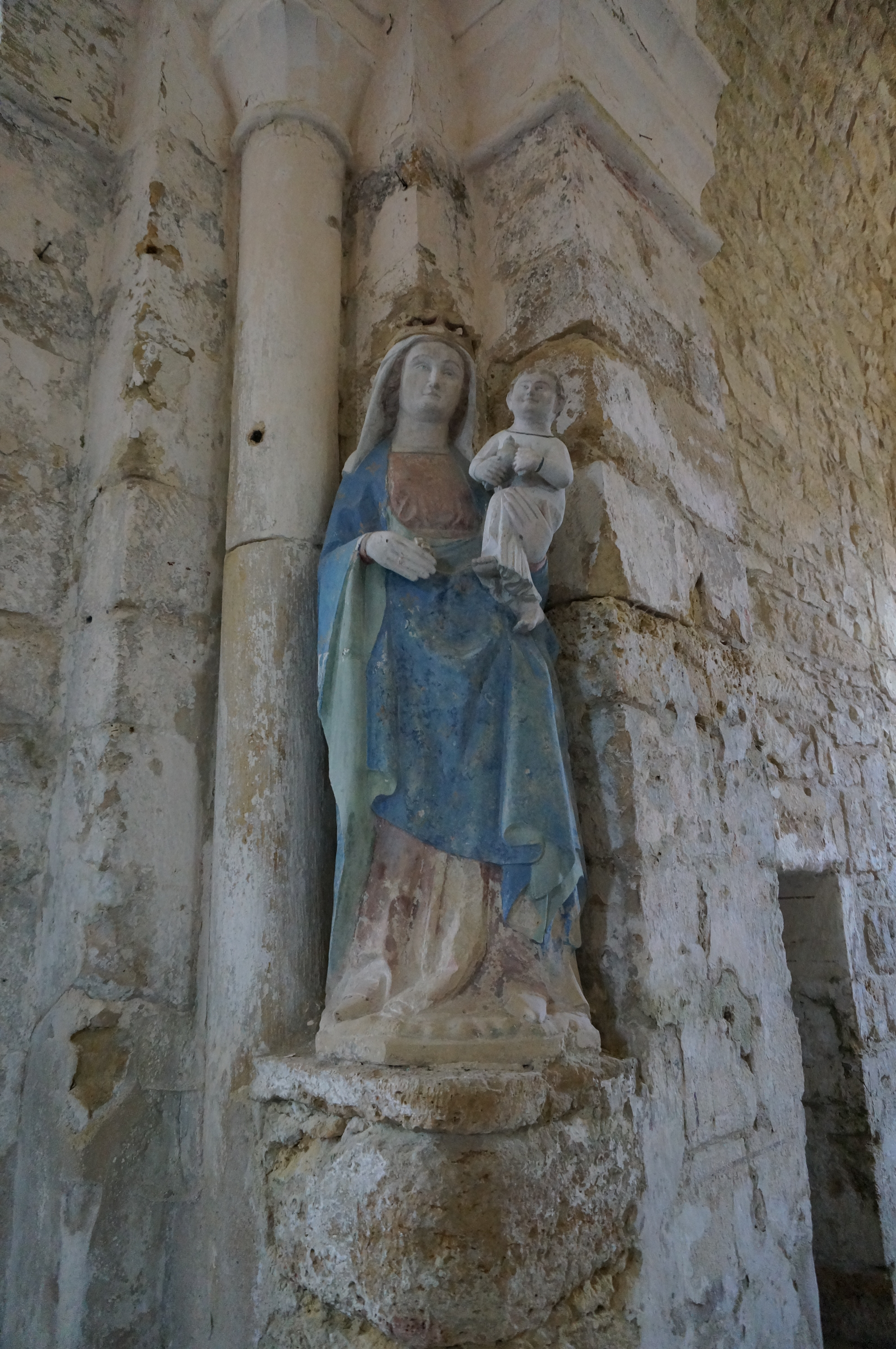
Vierge à l'enfant.
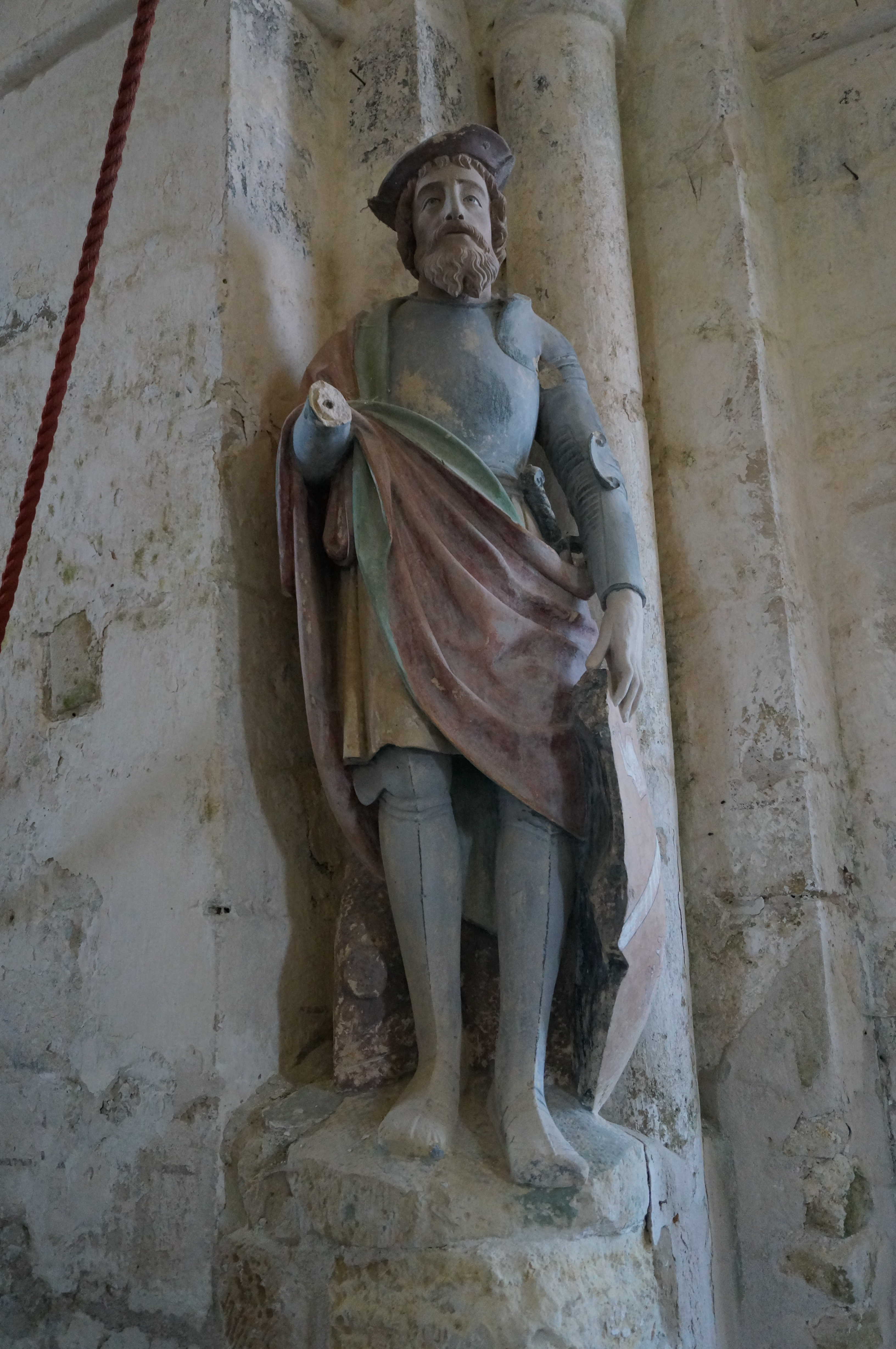
Julien.
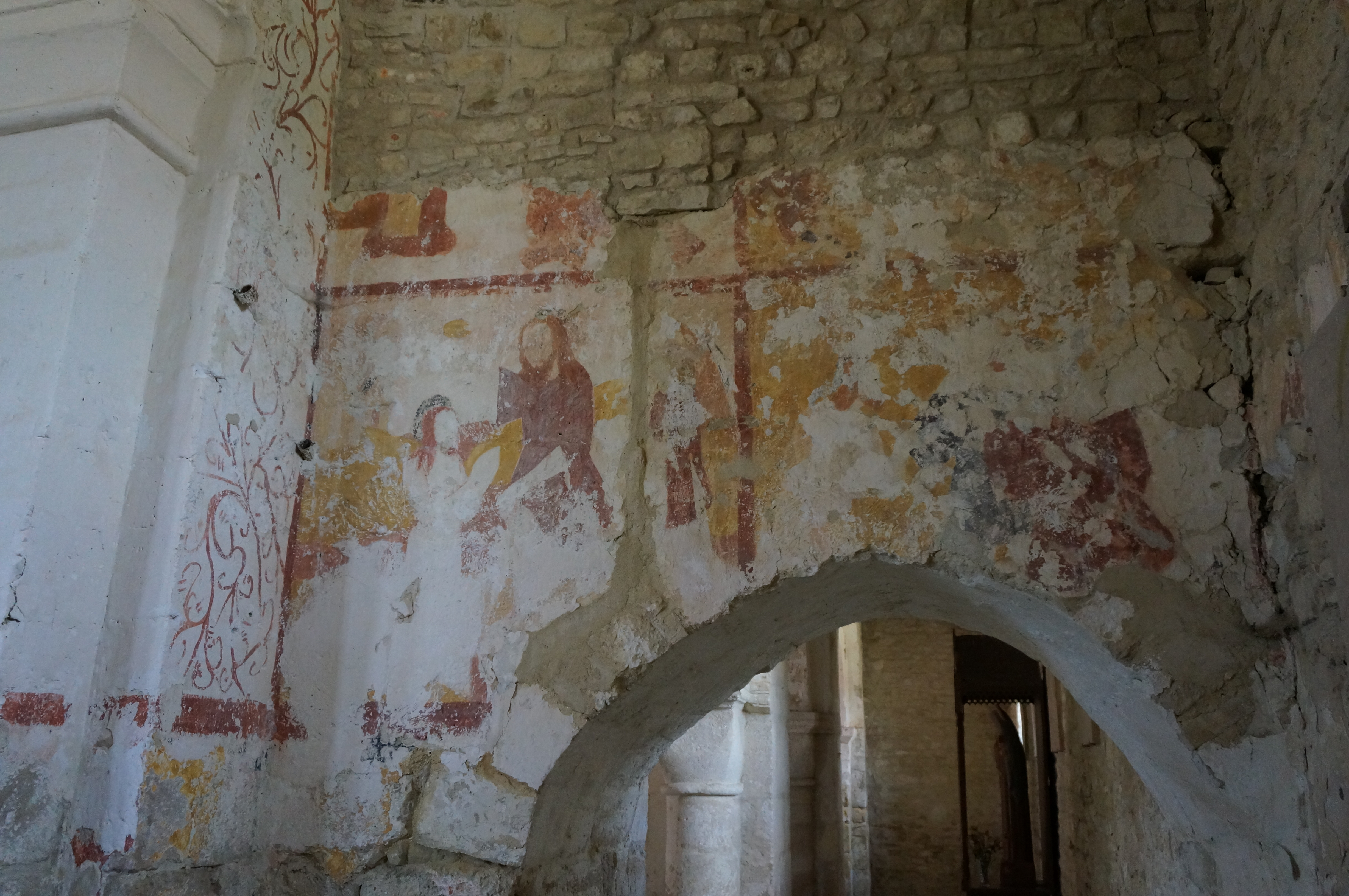
Fresque .
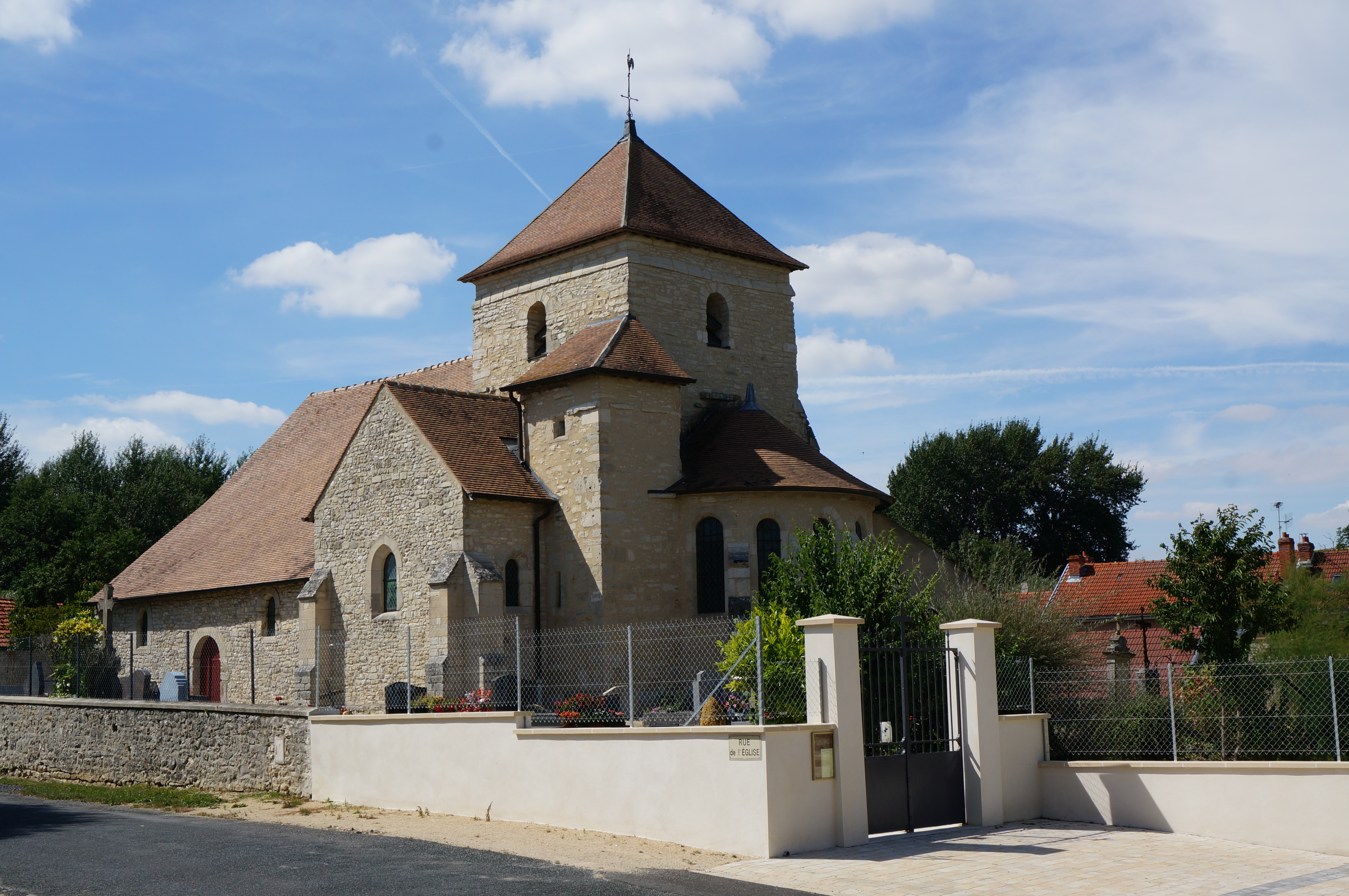
Le sud et l'est du monument.